# Olympische Sommerspiele 1924/Teilnehmer (Österreich)
| Gelbes Symbol für Goldmedaillen mit stilisierten Olympischen Ringen | Graues Symbol für Silbermedaillen mit stilisierten Olympischen Ringen | Braundes Symbol für Bronzemedaillen mit stilisierten Olympischen Ringen |
| ------------------------------------------------------------------- | --------------------------------------------------------------------- | ----------------------------------------------------------------------- |
| —                                                                   | 3                                                                     | 1                                                                       |

Österreich nahm an den Olympischen Sommerspielen 1924 in Paris, Frankreich, mit einer Delegation von 49 Sportlern (46 Männer und drei Frauen) teil.

## Medaillen

### Medaillenspiegel
| Rang   | Sportart     | Gold | Silber | Bronze | Gesamt |
| ------ | ------------ | ---- | ------ | ------ | ------ |
| 1      | Gewichtheben | —    | 3      | 1      | 4      |
| Gesamt | Gesamt       | —    | 3      | 1      | 4      |

### Medaillengewinner
| Name/n            | Sportart     | Wettkampf         |
| ----------------- | ------------ | ----------------- |
| Silber            |              |                   |
| Franz Aigner      | Gewichtheben | Schwergewicht     |
| Andreas Stadler   | Gewichtheben | Federgewicht      |
| Anton Zwerina     | Gewichtheben | Leichtgewicht     |
| Bronze            |              |                   |
| Leopold Friedrich | Gewichtheben | Halbschwergewicht |

## Teilnehmer nach Sportarten

### Boxen
| Athleten         | Wettbewerb    | 1. Runde          | 1. Runde | Achtelfinale  | Achtelfinale  | Viertelfinale | Viertelfinale | Halbfinale    | Halbfinale    | Finale        | Finale        | Rang |
| Athleten         | Wettbewerb    | Gegner            | Ergebnis | Gegner        | Ergebnis      | Gegner        | Ergebnis      | Gegner        | Ergebnis      | Gegner        | Ergebnis      | Rang |
| ---------------- | ------------- | ----------------- | -------- | ------------- | ------------- | ------------- | ------------- | ------------- | ------------- | ------------- | ------------- | ---- |
| Franz Barta      | Bantamgewicht | François Sybille  |          | ausgeschieden | ausgeschieden | ausgeschieden | ausgeschieden | ausgeschieden | ausgeschieden | ausgeschieden | ausgeschieden | 17   |
| Alexander Decker | Weltergewicht | Théodore Stauffer |          | ausgeschieden | ausgeschieden | ausgeschieden | ausgeschieden | ausgeschieden | ausgeschieden | ausgeschieden | ausgeschieden | 17   |
| Toni Eichholzer  | Leichtgewicht | Charles Petersen  |          | ausgeschieden | ausgeschieden | ausgeschieden | ausgeschieden | ausgeschieden | ausgeschieden | ausgeschieden | ausgeschieden | 17   |

### Fechten
| Athleten                                                               | Wettbewerb         | 1. Runde           | 1. Runde | Achtelfinale    | Achtelfinale  | Viertelfinale      | Viertelfinale | Halbfinale    | Halbfinale    | Finale        | Finale        | Rang |
| Athleten                                                               | Wettbewerb         | Gegner             | Ergebnis | Gegner          | Ergebnis      | Gegner             | Ergebnis      | Gegner        | Ergebnis      | Gegner        | Ergebnis      | Rang |
| ---------------------------------------------------------------------- | ------------------ | ------------------ | -------- | --------------- | ------------- | ------------------ | ------------- | ------------- | ------------- | ------------- | ------------- | ---- |
| Kurt Ettinger                                                          | Florett Einzel     | Pedro Mendy        | 5:4      | Charles Crahay  | 1:5           | ausgeschieden      | ausgeschieden | ausgeschieden | ausgeschieden | ausgeschieden | ausgeschieden |      |
| Kurt Ettinger                                                          | Florett Einzel     | John Albaret       | 3:5      | Juan Delgado    | 3:5           | ausgeschieden      | ausgeschieden | ausgeschieden | ausgeschieden | ausgeschieden | ausgeschieden |      |
| Kurt Ettinger                                                          | Florett Einzel     | Svend Munck        | 5:3      | Manuel Queiróz  | 1:5           | ausgeschieden      | ausgeschieden | ausgeschieden | ausgeschieden | ausgeschieden | ausgeschieden |      |
| Kurt Ettinger                                                          | Florett Einzel     | Konrad Winkler     | 5:3      | Philip Doyne    | 0:5           | ausgeschieden      | ausgeschieden | ausgeschieden | ausgeschieden | ausgeschieden | ausgeschieden |      |
| Kurt Ettinger                                                          | Florett Einzel     | -                  | -        | Édouard Fitting | 2:5           | ausgeschieden      | ausgeschieden | ausgeschieden | ausgeschieden | ausgeschieden | ausgeschieden |      |
| Alois Gottfried                                                        | Florett Einzel     | Maurice Van Damme  | 2:5      | ausgeschieden   | ausgeschieden | ausgeschieden      | ausgeschieden | ausgeschieden | ausgeschieden | ausgeschieden | ausgeschieden |      |
| Alois Gottfried                                                        | Florett Einzel     | Johan Falkenberg   | 4:5      | ausgeschieden   | ausgeschieden | ausgeschieden      | ausgeschieden | ausgeschieden | ausgeschieden | ausgeschieden | ausgeschieden |      |
| Alois Gottfried                                                        | Florett Einzel     | Carlos Guerrico    | 5:3      | ausgeschieden   | ausgeschieden | ausgeschieden      | ausgeschieden | ausgeschieden | ausgeschieden | ausgeschieden | ausgeschieden |      |
| Ernst Huber                                                            | Florett Einzel     | Frédéric Fitting   | 5:3      | ausgeschieden   | ausgeschieden | ausgeschieden      | ausgeschieden | ausgeschieden | ausgeschieden | ausgeschieden | ausgeschieden |      |
| Ernst Huber                                                            | Florett Einzel     | Robert Montgomerie | 3:5      | ausgeschieden   | ausgeschieden | ausgeschieden      | ausgeschieden | ausgeschieden | ausgeschieden | ausgeschieden | ausgeschieden |      |
| Ernst Huber                                                            | Florett Einzel     | Harold Bloomer     | 2:5      | ausgeschieden   | ausgeschieden | ausgeschieden      | ausgeschieden | ausgeschieden | ausgeschieden | ausgeschieden | ausgeschieden |      |
| Richard Brünner Kurt Ettinger Alois Gottfried Ernst Huber Hugo Philipp | Florett Mannschaft | -                  | -        | Belgien         | w.o.          | Königreich Italien | 3:13          | ausgeschieden | ausgeschieden | ausgeschieden | ausgeschieden |      |
| Richard Brünner Kurt Ettinger Alois Gottfried Ernst Huber Hugo Philipp | Florett Mannschaft | -                  | -        | Belgien         | w.o.          | Ungarn             | 3:13          | ausgeschieden | ausgeschieden | ausgeschieden | ausgeschieden |      |
| Richard Brünner Kurt Ettinger Alois Gottfried Ernst Huber Hugo Philipp | Florett Mannschaft | -                  | -        | Belgien         | w.o.          | Schweiz            | 6:10          | ausgeschieden | ausgeschieden | ausgeschieden | ausgeschieden |      |

### Gewichtheben
| Athleten            | Wettbewerb          | Einarmiges Reißen | Einarmiges Stoßen | Drücken  | Beidhändiges Reißen | Beidhändiges Stoßen | Gesamtgewicht | Rang   |
| ------------------- | ------------------- | ----------------- | ----------------- | -------- | ------------------- | ------------------- | ------------- | ------ |
| Franz Aigner        | Schwergewicht       | 80 kg             | 97,5 kg           | 112,5 kg | 95 kg               | 130 kg              | 515 kg        | Silber |
| Franz Andrysek      | Federgewicht        | 60 kg             | 75 kg             | 67,5 kg  | 72,5 kg             | ogV                 | 275 kg        | 18     |
| Gustav Becker       | Schwergewicht       | 75 kg             | 80 kg             | 87,5 kg  | 90 kg               | 127,5 kg            | 460 kg        | 10     |
| Rudolf Edinger      | Mittelgewicht       | 62,5 kg           | ogV               | 95 kg    | 80 kg               | 110 kg              | 347,5 kg      | 24     |
| Rupert Eidler       | Mittelgewicht       | 65 kg             | 90 kg             | 82,5 kg  | 85 kg               | 115 kg              | 437,5 kg      | 7      |
| Wilhelm Etzenberger | Leichtgewicht       | 65 kg             | 85 kg             | 70 kg    | 75 kg               | 110 kg              | 405 kg        | 9      |
| Karl Freiberger     | Leichtschwergewicht | 75 kg             | 95 kg             | 92,5 kg  | 95 kg               | 130 kg              | 487,5 kg      | 4      |
| Leopold Friedrich   | Leichtschwergewicht | 75 kg             | 95 kg             | 95 kg    | 95 kg               | 130 kg              | 490 kg        | Bronze |
| Johann Gill         | Mittelgewicht       | 60 kg             | 85 kg             | 85 kg    | 80 kg               | 110 kg              | 410 kg        | 9      |
| Hermann Glück       | Leichtschwergewicht | 75 kg             | 80 kg             | 87,5 kg  | 90 kg               | 120 kg              | 452,5 kg      | 11     |
| Josef Leppelt       | Schwergewicht       | 80 kg             | 80 kg             | 90 kg    | 90 kg               | 115 kg              | 455 kg        | 11     |
| Wilhelm Rosinek     | Federgewicht        | 57,5 kg           | 75 kg             | 67,5 kg  | 70 kg               | 105 kg              | 375 kg        | 5      |
| Andreas Stadler     | Federgewicht        | 65 kg             | 77,5 kg           | 65 kg    | 75 kg               | 105 kg              | 387,5 kg      | Silber |
| Leopold Treffny     | Leichtgewicht       | 65 kg             | 85 kg             | 77,5 kg  | 85 kg               | 112,5 kg            | 425 kg        | 4      |
| Anton Zwerina       | Leichtgewicht       | 75 kg             | 80 kg             | 77,5 kg  | 82,5 kg             | 112,5 kg            | 427,5 kg      | Silber |

### Leichtathletik
| Athleten         | Wettbewerb     | Vorlauf    | Vorlauf | Viertelfinale | Viertelfinale | Halbfinale    | Halbfinale    | Finale        | Finale        |
| Athleten         | Wettbewerb     | Zeit       | Platz   | Zeit          | Platz         | Zeit          | Platz         | Zeit          | Platz         |
| ---------------- | -------------- | ---------- | ------- | ------------- | ------------- | ------------- | ------------- | ------------- | ------------- |
| Ludwig Deckardt  | 800 m          | k. A.      | 5       | ausgeschieden | ausgeschieden | ausgeschieden | ausgeschieden | ausgeschieden | ausgeschieden |
| Ferdinand Friebe | 1500 m         | 4:15,8 min | 3       | ausgeschieden | ausgeschieden | ausgeschieden | ausgeschieden | ausgeschieden | ausgeschieden |
| Ferdinand Kaindl | 100 m          | k. A.      | 3       | ausgeschieden | ausgeschieden | ausgeschieden | ausgeschieden | ausgeschieden | ausgeschieden |
| Hans Kantor      | 5000 m         | k. A.      | 10      | ausgeschieden | ausgeschieden | ausgeschieden | ausgeschieden | ausgeschieden | ausgeschieden |
| Rudolf Kühnel    | 10.000 m Gehen | DSQ        | DSQ     | ausgeschieden | ausgeschieden | ausgeschieden | ausgeschieden | ausgeschieden | ausgeschieden |
| Rudolf Rauch     | 200 m          | 22,6 s     | 2       | k. A.         | 5             | ausgeschieden | ausgeschieden | ausgeschieden | ausgeschieden |
| Fritz Schedl     | 100 m          | k. A.      | 4       | ausgeschieden | ausgeschieden | ausgeschieden | ausgeschieden | ausgeschieden | ausgeschieden |

### Reiten

#### Dressur
| Athleten                    | Punkte | Rang |
| --------------------------- | ------ | ---- |
| Arthur von Pongracz         | 234,2  | 12   |
| Dagobert von Sekullic-Vrich | 179,8  | 22   |

### Ringen
| Athleten           | Wettbewerb          | 1. Runde          | 1. Runde | 2. Runde           | 2. Runde | 3. Runde      | 3. Runde      | 4. Runde       | 4. Runde      | 5. Runde        | 5. Runde      | 6. Runde        | 6. Runde      | 7. Runde      | 7. Runde      | Rang |
| Athleten           | Wettbewerb          | Gegner            | Ergebnis | Gegner             | Ergebnis | Gegner        | Ergebnis      | Gegner         | Ergebnis      | Gegner          | Ergebnis      | Gegner          | Ergebnis      | Gegner        | Ergebnis      | Rang |
| ------------------ | ------------------- | ----------------- | -------- | ------------------ | -------- | ------------- | ------------- | -------------- | ------------- | --------------- | ------------- | --------------- | ------------- | ------------- | ------------- | ---- |
| Griechisch-römisch |                     |                   |          |                    |          |               |               |                |               |                 |               |                 |               |               |               |      |
| Sidney Bergmann    | Leichtgewicht       | Josef Beránek     | Verloren | Arne Gaupset       | Verloren | ausgeschieden | ausgeschieden | ausgeschieden  | ausgeschieden | ausgeschieden   | ausgeschieden | ausgeschieden   | ausgeschieden | -             | -             | 20   |
| Viktor Fischer     | Mittelgewicht       | Giuseppe Gorletti | Gewonnen | Amadeo Gorgano     | Gewonnen | Sándor Kónyi  | Gewonnen      | Oldřich Pštros | Gewonnen      | Arthur Lindfors | Verloren      | Roman Steinberg | Verloren      | ausgeschieden | ausgeschieden | 5    |
| Adolf Herschmann   | Bantamgewicht       | Mazhar Çakin      | Gewonnen | Georg Gundersen    | Gewonnen | Jan Bozděch   | Gewonnen      | Théo Kueny     | Gewonnen      | Sigfrid Hansson | Verloren      | DNS             | DNS           | -             | -             | 5    |
| Karl Mezulian      | Federgewicht        | Jānis Rudzītis    | Gewonnen | Aleksander Toivola | Verloren | Erik Malmberg | Verloren      | ausgeschieden  | ausgeschieden | ausgeschieden   | ausgeschieden | ausgeschieden   | ausgeschieden | -             | -             | 13   |
| Franz Mileder      | Schwergewicht       | Edmond Dame       | Verloren | Edil Rosenqvist    | Verloren | ausgeschieden | ausgeschieden | ausgeschieden  | ausgeschieden | ausgeschieden   | ausgeschieden | ausgeschieden   | ausgeschieden | -             | -             | 13   |
| Josef Pencik       | Federgewicht        | Domingo Sánchez   | Gewonnen | DNS                | DNS      | ausgeschieden | ausgeschieden | ausgeschieden  | ausgeschieden | ausgeschieden   | ausgeschieden | ausgeschieden   | ausgeschieden | -             | -             | 27   |
| Franz Sax          | Leichtschwergewicht | Arnolds Baumanis  | Verloren | Axel Tetens        | Verloren | ausgeschieden | ausgeschieden | ausgeschieden  | ausgeschieden | ausgeschieden   | ausgeschieden | ausgeschieden   | ausgeschieden | ausgeschieden | ausgeschieden | 12   |
| Ludwig Sesta       | Leichtgewicht       | Mihály Matura     | Verloren | Englebert Mollin   | Gewonnen | Paul Parisel  | Gewonnen      | Arne Gaupset   | Verloren      | ausgeschieden   | ausgeschieden | ausgeschieden   | ausgeschieden | -             | -             | 9    |

### Schießen
| Athleten                                                                            | Wettbewerb | Punkte | Rang |
| ----------------------------------------------------------------------------------- | ---------- | ------ | ---- |
| Trap                                                                                |            |        |      |
| Heinrich Bartosch                                                                   | Einzel     | 95     | 9    |
| August Baumgartner                                                                  | Einzel     | 88     | 29   |
| Hans Schödl                                                                         | Einzel     | 93     | 14   |
| Erich Zoigner                                                                       | Einzel     | 89     | 24   |
| Heinrich Bartosch August Baumgartner Friedrich Dietz von Weidenberg Franz Hollitzer | Mannschaft | 347    | 6    |

### Wasserspringen
| Athleten         | Wettbewerb        | Qualifikation | Qualifikation | Finale        | Finale        |
| Athleten         | Wettbewerb        | Punkte        | Rang          | Punkte        | Rang          |
| ---------------- | ----------------- | ------------- | ------------- | ------------- | ------------- |
| Margarete Adler  | 10 m Turmspringen | 125           | 4             | ausgeschieden | ausgeschieden |
| Klara Bornett    | 3 m Kunstspringen | 417,4         | 3             | 370,2         | 6             |
| Viktoria Sölkner | 3 m Kunstspringen | 362,9         | 4             | ausgeschieden | ausgeschieden |